# 元気とやま みんなのクイズ
『元気とやま みんなのクイズ』（げんきとやま みんなのクイズ、通称：みんなのクイズ）は、富山テレビで放送されているローカルワイド情報・クイズ番組である。

## 概要
- 富山県に関する事柄が三択形式で出題され、視聴者がクイズに参加できる。
- 番組は生放送で、放送開始25分前からホームページの応募フォームがオープンする。
- 番組中に行われるクイズの答えを生放送中に応募フォームに投稿し、正解者に富山県の名産品ギフトカード「トヤマカード」が各設問につき1名ずつプレゼントされる。
- またこの番組は富山県の広報番組も兼ねており、シンキングタイム中には県からのお知らせが挿入される。
- 直近の放送はバックナンバーとして生放送終了後動画配信される。

## 放送時間
| 期間      | 期間      | 放送時間（JST）       |
| --------- | --------- | --------------------- |
| 2015.4.11 | 2016.3.26 | 10:50 - 11:05（15分） |
| 2016.4.2  | 2017.3.25 | 11:15 - 11:30（15分） |
| 2017.4.8  | 現在      | 10:25 - 10:40（15分） |

## 出演者
MC
- 南條早紀
- 青木栄美子

リポーター
- 尾川知輝
- 高木奈々
- 重原佐千子

## 過去の出演者
MC
- 谷藤博美
- 谷優子
- 岡部里香
- 豊田麻衣